# Партия конституционного союза
Конституционный союз — политическая партия в Соединённых Штатах, созданная в 1860 году и выступавшая против республиканцев и демократов в качестве четвёртой партии в 1860 году. Она состояла из консервативных бывших вигов, которые хотели избежать отделения штатов из-за проблемы рабства. Эти бывшие виги (некоторые из которых были под знаменем оппозиционной партии в 1854—1858 годах) объединились с бывшими новичками и несколькими южными демократами, которые выступали против отделения в составе партии Конституционного союза. Название партии происходит от её простой платформы, которая состояла из резолюции «не признавать никакого политического принципа, кроме Конституции страны, Союза государств и соблюдения законов». Партия надеялась, что, не взяв твёрдую позицию за или против рабства или его расширения, этот вопрос можно отбросить.

## Создание
Предшественник Партии конституционного союза, партия Юнионистов, была основана в 1850 году политиками штата Джорджия Робертом Тоомбсом, Александром Стивенсом и Хауэллом Коббом, чтобы поддержать компромисс 1850 года и отвергнуть понятие «южного отделения».
В 1860 году создание партии «Конституционный союз» объединило остатки как несуществующих сторонников Вигов, которые не желали вступать ни в демократическую партию, ни в республиканскую. Сенатор Джон Дж. Криттенден от Кентукки, преемник Генри Клея в пограничном государстве Виггери, организовал встречу среди пятидесяти консервативных конгрессменов-компромисстов в декабре 1859 года, что привело к объединительному договору в Балтиморе от 9 мая 1860 года, за неделю до открытия съезда Республиканской партии. Договор назначил Джона Белла от Теннесси в кандидаты президента и Эдварда Эверетта от Массачусетса на должность вице-президента.

## Президентские выборы 1860
На выборах 1860 года конституционные юнионисты получили подавляющее большинство голосов от бывших южных вигов. Некоторые из этих голосов были отданы бывшими демократами, которые были против отделения. Хотя партия не получала более 50 % голосов в обоих американских государствах, они выиграли избирательную кампанию трёх штатов: Вирджинии, Кентукки и Теннесси, в основном из-за раскола среди демократических кандидатов Стивена А. Дугласом на Севере и Джоном С Брекинридж на Юге. Калифорния и Массачусетс были единственными не рабовладельческими штатами, в которых партия Юнионистов—Конституоналистов получила более 5 % голосов всех местных избирателей.

## После 1860
Партия, как и её цель исчезли после 1860 года, когда южные штаты начали объединятся в Конфедерацию, хотя партия оставалась активной в Конгрессе до конца гражданской войны. Белл и многие другие конституционные юнионисты позже поддержали Конфедерацию во время гражданской войны, но сторонники партии из Северной Каролины, как правило, оставались сторонниками Союза. В Миссури многие члены партии присоединились к новой безусловно союзнической партии во главе которой стоял Фрэнсис П. Блэром-младший. Она оставалась активной в стремлении оставаться в Союзе путём свержения избранного правительства Клэйборна Джексона. Эверетт поддерживал Союз, а в уже 1863 году выступил с речью в Геттисберге задолго до знаменитой Линкольнской речи..